# Корнел Моравецки
Ко̀рнел А̀нджей Моравѐцки (на полски: Kornel Andrzej Morawiecki) е полски политик и физик, университетски преподавател, активист на антикомунистическата опозиция по времето на Полска народна република, основател и председател на Бореща се Солидарност, депутат и председател на Сейма VIII мандат, баща на премиера Матеуш Моравецки.

## Биография

### Образование и професионална реализация
Корнел Моравецки е роден на 3 май 1941 година във Варшава, в семейството на Михал Моравецки (1914 – 1977) и Ядвига с моминско име Шуманска (1912 – 1975). Полага матура през 1958 г. в IV Общообразователна гимназия „Адам Мицкевич“ във Варшава. През 1963 г. завършва висшето си образование във Факултета по физика на Вроцлавския университет. През 1970 г. придобива научна степен доктор след защита на дисертация, посветена на квантовата теория на полето, написана под ръководството на проф. Ян Жевуски. Преподава във Вроцлавския университет, първоначално в Института по теоретична физика, а след това в Института по математика. От 1973 г. до средата на 2009 г. работи в Института по математика и информатика на Вроцлавска политехника.

### Опозиционна дейност в периода на Полската народна република
Участва в студентските стачки през 1968 г.. След като стачките са потушени, заедно с Йежи Петриняк, Зджислав Ойжински, Пьотр Пленкевич и Ришард Тромбски, отпечатва и разпространява листовки, които осъждат тогавашната комунистическа власт за репресиите спрямо протестиращите. В подобен кръг издава и листовки против интервенцията на войските на Варшавския договор в Чехословакия през август 1968 г., а по-късно и против потушаването от страна на властите на работническите протести през декември 1970 г. От 1979 г. е свързан (още от втория му брой) с издавания във Вроцлав „Бюлетин долношльонски“ (пол. „Biuletyn Dolnośląski“). През същата година заедно с група свои познати носейки плакат с надпис: „Вяра и независимост“, приветства папа Йоан Павел II във Варшава, Ченстохова и Краков по време на първото му пилигримство до Полша”.
През август 1980 г. заедно с „Бюлетин долношльонски“ се включва в организирането на стачка във Вроцлав. През септември същата година участва в организирането на регионални структури на „Солидарност“. Заедно с Миколай Иванов и екипът на „Бюлетин долношльонски“ отпечатва на руски позиви за съветските войници в Полша. За тази си дейност е задържан и е освободен след като ректора на Варшавска политехника гарантира за него, а регионът е застрашен от всеобща стачка. Делегат е на I Национален конгрес на делегатите на Независим самоуправляем профсъюз „Солидарност“ (пол. Niezależny Samorządny Związek Zawodowy „Solidarność“) в Гданск и един от инициаторите на решението конгресът да приеме Послание към хората на труда в Източна Европа.
След като на 13 декември 1981 г. е въведено военно положение за малко не е задържан, превозвайки полиграфско оборудване. Заедно с екипа на „Бюлетин долношльонски“ се включва в нелегалната полиграфска дейност. Първият брой на периодичното издание „З дня на джен“ (пол. „Z dnia na dzień“) е отпечатан през нощта на 13 срещу 14 декември и започва да се разпространява във Вроцлав от сутринта на 14 декември. Включва се и в дейността на издателствата на Регионалния стачен комитет на „Солидарност“ във Вроцлав, упълномощен е от регионалния председател Владислав Фрасинюк да издава и подписва декларации от името на Регионалния стачен комитет.
В края на май и началото на юни 1982 г. основава организацията Бореща се Солидарност (пол. Solidarność Walcząca). В програмния манифест Кои сме? За какво воюваме? Се посочва, че основният принцип на Бореща се Солидарност (БС) е „борба за извоюване на независимост и изграждане на Солидарна република“. Отхвърля споразумението с управляващата власт и реформирането на системата, като декларира борба „на всички нива и с различни методи“.
На 9 ноември 1987 г. Корнел Моравецки е задържан от служители на Службите за сигурност във Вроцлав. Закаран е във Варшава и е поставен под арест на ул. „Раковецка“. По инициатива на Конфедерацията за полска независимост със седалище в САЩ е създаден Комитет за освобождаването на Корнел Моравеци. Ян Олшевски (който е определен за негов защитник в планирания процес) го убеждава да замине заедно с Анджей Колоджей в Италия. Корнел Моравецки напуска страната на 30 април 1988 г. След три дни, при опит да се върне в страната е депортиран от варшавското летище във Виена. Успява да се върне тайно в Полша в края на август 1988 г.

### Обществена дейност в III Полска република
През 1990 г. се кандидатира в президентските избори, но не успява да сбере необходимите за регистрация 100 хиляди подписа. На 7 юли 1990 г. основава партия „Свобода“ (пол. Partia Wolności), от чиято листа безуспешно се кандидатира в парламентарните избори през 1991 г. По време на телевизионната предизборна кампания преобръща пред камерите кръглата маса, което символизира несъгласието му със споразуменията на Кръглата маса. През 1993 г. неговата партия влиза в състава на „Движение за Жечпосполита“ (пол. Ruchu dla Rzeczypospolitej) и в изборите през същата година той отново се кандидатира за депутат. По-късно става член на „Движение за изграждане на Полша“ (пол. Ruchu Odbudowy Polski) и участва в ръководството на тази партия. През 1997 г. от листата на същата партия и през 2007 г. като безпартиен, подкрепен от „Право и справедливост“ се кандидатира за Сейма.
На 6 януари 2010 г. обявява старта на президентските избори през същата година. Подкрепя го също Конфедерация на независима Полша – патриотичен лагер (пол. Konfederacja Polski Niepodległej – Obóz Patriotyczny), чийто лидер Адам Сломка оглавява предизборния щаб на кандидата. На 10 май 2010 г. Държавната избирателна комисия регистрира Корнел Моравецки като кандидат в изборите, в които заема 10-о (последно) място, получавайки 21 596 гласа (0,13%). Във втория тур декларира, че дава гласа си за Ярослав Качински.
В местните избори през 2010 г. се кандидатира неуспешно, подкрепен от Избирателен комитет на избирателите Полска посока за член на Регионални съвет на Долни Шльонск. В парламентарните избори през 2011 г. също неуспешно се кандидатира за Сената от името на собствения си комитет „Свободни и солидарни“ за осми район във Вроцлав. Кандидатурата му е подкрепена от Право и справедливост, която не издига за това място свой кандидат. През същата година става главен редактор на двуседмичника „Правда йест чекава – газета обивателска“ (пол. „Prawda jest ciekawa – Gazeta Obywatelska“).
През 2015 г. отново издига кандидатурата си за президент, но не събира необходимите за регистрация подписи. По-късно става сътрудник на Павел Кукиз и в парламентарните избори през същата година отваря списъка на организирания от него избирателен комитет на избирателите на Кукиз’15 за Сейма в окръг Вроцлав. Получава депутатски мандат с 26 101 гласа. Президентът Анджей Дуда го назначава за почетен председател на Сейма (пол. marszałek senior Sejmu) VIII мандат.
На 14 април 2016 г. се отказва от членството си в депутатски клуб Кукиз’15 във връзка с това, че депутата Малгожата Зверчан дава гласа си вместо него при гласуването за избор на съдия на Конституционния трибунал и е отстранена от клуба. Корнел Моравицки заявява, че е трябвало да напусне за момент Заседателната зала, а депутата Зверчан е знаела, че той иска да гласува именно по този начин. На 19 април е отстранен от състава на Комисията по етика (членството в която е ограничено само до представители на клубове). На 18 май основава (заедно с Малгожата Звечан и Иренеуш Зиска) кръгът „Свободни и солидарни“, чийто председател става. Заедно създават и партия със същото име, регистрират я на 18 ноември същата година.

## Отличия и награди
На 29 април 1988 г., за пълната си всеотдайност на идеята за свобода и независимост на Полша е отличен от полския президента в изгнание с Офицерски кръст на Ордена на възродена Полша.
По информация на медиите през 2007 година отказва да приеме предложения му по случай 25-ата годишнина от създаването на Бореща се Солидарност Голям кръст на Ордена на възродена Полша, понеже смята, че представляваната от него организация заслужава най-голямото полско отличие – Орденът на Белия орел.
През 2010 г. като председател на капитула получава Кръстът на Бореща се Солидарност.
През 2014 г. получава титлата почетен гражданин на Долни Шльонск.
През 2016 г. е отличен с награда „Кишел“ (пол. Nagrodą Kisiela).

## Личен живот
През 1959 г. се жени за Ядвига, с която имат четири деца, между които и синът им Матеуш Моравецки. След раздялата със съпругата си, се свързва с Анна, с която имат син.